# Palaiokeraséa
Palaiokeraséa (Palaiokerasia) är en ort i Grekland.   Den ligger i prefekturen Fthiotis och regionen Grekiska fastlandet, i den centrala delen av landet, 140 km nordväst om huvudstaden Aten. Palaiokeraséa ligger 254 meter över havet och antalet invånare är 291.
Terrängen runt Palaiokeraséa är huvudsakligen kuperad, men söderut är den platt.  Närmaste större samhälle är Stylída, 10,0 km väster om Palaiokeraséa. 